# Paula Underwood
Paula Underwood, también conocida como Turtle Singing Woman (1932- California, 2000), es una historiadora oral seneca, hija del historiador tribal Sharp-Eyed Hawk. Autora de Who Speaks for Wolf, Winter White, Summer Gold (1994) y  Many Circles, Many Paths (1994), así como The Walking People: A Native American Oral History (1993).